# Gnophos nymphaliaria
Gnophos nymphaliaria är en fjärilsart som beskrevs av Walker 1866. Gnophos nymphaliaria ingår i släktet Gnophos och familjen mätare. Inga underarter finns listade i Catalogue of Life.